# Myersglanis jayarami
Myersglanis jayarami är en fiskart som beskrevs av Vishwanath och Kosygin, 1999. Myersglanis jayarami ingår i släktet Myersglanis och familjen Sisoridae. IUCN kategoriserar arten globalt som sårbar. Inga underarter finns listade i Catalogue of Life.